# أ. س. ديكسون
أ. س. ديكسون (بالإنجليزية: A. C. Dixon)‏ هو عالم عقيدة أمريكي، ولد في 1854 في شيلبي في الولايات المتحدة، وتوفي في 1925.